# Toyota (Aichi)
La ciudad de Toyota (豊田市 Toyota-shi?) es una ciudad situada en la prefectura de Aichi, Japón, al este de Nagoya.

## Koromo y Toyota
Koromo (en japonés: 挙母町), la predecesora de Toyota, fue la mayor productora de seda, prosperó en la era Meiji y durante la era Taishō. Como la demanda de seda descendió en el país, el pueblo entró en un período de declive gradual. Ese descenso animó a Kiichiro Toyoda, primo de Eiji Toyoda, a buscar alternativas de producción al negocio de telares automáticos de la familia. Esto fue el comienzo de la fundación de lo que hoy es conocido como Toyota Motor Corporation.
El pueblo ganó el nombre de ciudad el 1 de marzo de 2005. Cambió su nombre a Toyota en 1959 y se convirtió en ciudad hermana de otra sede industrial automovilística, Detroit, un año más tarde. Toyota-shi también es gemela de Derby de Inglaterra.
El 25 de marzo de 2005, la Expo 2005 abrió con sede principal en Nagakute y actividades adicionales en Seto y Toyota. La exposición continuó hasta el 25 de septiembre del mismo año.

## Ciudades hermanas
- Detroit, Estados Unidos
- Derby, Inglaterra